# Stony Brook, New York
Stony Brook je vaško naselje (hamlet) v Brookhavnu v Okrožju Suffolk na Long Islandu v ameriški zvezni državi New York. Leta 2000 je imela 13.727 prebivalcev.